# 前衛 (1922年)
『前衛』（ぜんえい）は、1922年（大正11年）1月、山川均らによって創刊された社会主義時事評論誌であり、のち第一次日本共産党の機関誌となった。戦前の共産党機関誌（紙）『赤旗』（せっき）の前身誌の一つである。

## 概要
日本社会主義同盟の解散（1921年5月）の前後から、山崎今朝弥より雑誌『社会主義研究』（1919年4月創刊）の発行を引き継いでいた山川均は、学術研究誌の体裁を採る同誌が新聞紙法の規程により時事評論を掲載することが出来なかったため、翌1922年1月、当局に保証金を納入し田所輝明・上田茂樹・西雅雄らとともに新しい時事評論誌として『前衛』を創刊した。
この雑誌の編集・発行に関わっていたのは前年8月頃から山川の周辺で活動を始めた「水曜会」のメンバーであったことから、『前衛』誌は同会の事実上の機関誌となった。また1922年7月頃、同会メンバーなどが参加して日本共産党（第一次共産党）が「創立」されると、『前衛』は同党の機関誌の一つとなった。この時期、『前衛』は、いわゆる「山川イズム」の理論を初めて唱道した山川均の論文「無産階級運動の方向転換」を掲載（1922年7・8月合併号）したことで広く知られるようになった。
1923年3月、『社会主義研究』『無産階級』など、他の共産党系社会主義雑誌とともに共産党機関誌『赤旗』（せっき）に統合され、14号で終刊となった。

## 関連文献
- 神田文人 「前衛」『国史大辞典』第8巻 吉川弘文館、1987年
- 梅田俊英 「前衛」『日本史大事典』第4巻 平凡社、1993年